# Дрейф самоходной баржи Т-36
Дрейф самоходной баржи Т-36 — происшествие, имевшее место в январе-марте 1960 года, в ходе которого четверо военнослужащих вооружённых сил СССР провели в неуправляемом дрейфе в Тихом океане 49 дней, имея на борту лишь остатки трёхдневного запаса продуктов.
Использовавшаяся для хозяйственных целей самоходная баржа проекта Т-4 под номером «T-36» 17 января 1960 года около 9 часов утра по местному времени во время сильного шторма была сорвана со швартовки в заливе Касатка острова Итуруп. После безуспешных попыток удержаться в заливе и израсходования запасов топлива в ночь с 17 на 18 января штормовым ветром и морским течением её вынесло в открытый океан. За период дрейфа баржа была отнесена от острова на расстояние свыше 1700 км. 7 марта дрейфующие были обнаружены и спасены экипажем американского авианосца «Кирсардж».

Самоходная баржа проекта Т-4

Происшествие широко освещалось сначала американскими, а затем и советскими средствами массовой информации.

## Предыстория
На острове Итуруп баржи, включая «Т-36», использовались в хозяйственных целях — в основном для разгрузки судов, которым малая глубина и каменистое дно не позволяли подойти к берегу. В небольшом кубрике в кормовой части баржи имелись четыре койки, стояла небольшая печка, на которой можно было готовить еду, и располагалась переносная радиостанция.
Экипаж баржи «Т-36» состоял из четырёх военнослужащих военно-строительных частей СССР. Старшиной баржи был 21-летний младший сержант Асхат Зиганшин, прошедший после призыва в армию восьмимесячную подготовку к вождению маломерных судов в южносахалинской школе старшин-рулевых. В состав экипажа также входили два окончивших учебное подразделение моториста — 20-летние рядовые Анатолий Крючковский и Филипп Поплавский — и служивший первый год рядовой Иван Федотов (остальные трое служили по второму году). Федотов был прикомандирован к экипажу 4 января 1960 года на замену заболевшему рядовому Василенко; по другой версии он заменил рядового Василия Душкина, отравившегося угарным газом от печки. Федотов единственный из членов экипажа был женат, его жена ожидала рождения ребёнка в феврале. Экипаж фактически жил на барже и покидал её, например, чтобы сходить по очереди в баню или в красный уголок. Поскольку военнослужащие числились в штате гарнизона острова, они имели «сухопутные» звания и военную форму. К «Т-36» был также приписан радист Анатолий Лелетин, но за несколько дней до 17 января 1960 года он попал в госпиталь.
В декабре 1959 года почти все работавшие в заливе Касатка самоходные баржи были вытащены на берег, чтобы переждать зимний период сильных штормов и провести плановые ремонтные работы. На плаву оставалась только «Т-97» под командованием младшего сержанта Петра Троцюка, в ожидании последнего судна, прибытие которого задерживалось. После Нового года командование распорядилось вновь спустить на воду «Т-36», чтобы с её помощью ускорить разгрузку ожидаемого судна. Десятидневный неприкосновенный запас продуктов был снят с «Т-36» во время пребывания её на берегу и не возвращён на судно при спуске на воду. В течение двух дней «Т-36» занималась буксировкой с рейда к берегу бревенчатых сплоток, затем 15 января встала у пирса на профилактический ремонт. В тот же день Зиганшин получил для своего экипажа трёхдневный паёк. Закончив ремонт и уборку судна 16 января, команда сходила в баню, свободные от вахты Федотов и Поплавский посетили киносеанс в красном уголке. К вечеру 16 января ухудшилась погода: усилились ветер и волнение, пошёл мокрый снег. На ночь «Т-36» была пришвартована к бочке на рейде, а к «Т-36» бок-о-бок пришвартовалась «Т-97».

## Борьба со штормом
Шторм начался после полуночи 17 января. В 8:30 утра он оборвал трос, соединявший «Т-36» с «Т-97» — последнюю стало относить на середину бухты. Её экипажу всё же удалось вернуться и закрепиться капроновым канатом к корме «Т-36». Шторм усиливался. Вскоре, не выдержав натиска стихии, лопнул трос, соединявший связку барж с бочкой. Чтобы избежать взаимных соударений, экипажи расцепили баржи, обрубив канат. Зиганшин отправил на берег по радио сообщение о срыве со швартовки. Подобное случалось и раньше, поэтому экипаж действовал, как обычно — запустил оба двигателя баржи, чтобы отойти от берега и не разбиться о прибрежные скалы. Однако бросить якорь на удалении от берега не удалось (по воспоминаниям Крючковского, «думали отдать якорную цепь — а она вся замёрзла… нечем её отрубать»), поэтому были просто остановлены двигатели. Когда через 45—50 минут баржу снова стало прибивать к берегу, двигатели вновь были запущены — так повторялось несколько раз. Борьба со стихией продолжалась более десяти часов.
Берег был виден плохо, заряды снега чередовались с дождём. Неожиданно для экипажа, в полдень 17 января, ветер изменил направление — над Итурупом прошёл центр циклона — и вместо того, чтобы прибивать баржу к берегу, стал стремиться снести её в открытый океан.
По словам Зиганшина, после сообщения о срыве со швартовки он получил указание выходить на связь с берегом каждые 15 минут, однако со связью возникли проблемы: вторую и последнюю радиограмму ему удалось передать около 15 часов, после чего связь прервалась. Согласно некоторым источникам, вышел из строя только передатчик, из-за чего на барже слышали позывные береговой станции, но ответить не могли. Причиной неисправности рации Крючковский впоследствии считал несколько сильных толчков, которым она подверглась из-за шторма. По другой версии проблемы со связью возникли из-за оборванного штормом антенного кабеля.
Оценив ситуацию, Зиганшин посчитал необходимым выброситься на берег, но при первой попытке это сделать баржа столкнулась со скалой и получила пробоину — вода стала затапливать машинное отделение. При следующей попытке, около 22 часов, закончилось топливо и двигатели заглохли. Штормовой ветер понёс потерявшую ход баржу в открытый океан. Пробоину в машинном отделении экипаж смог частично залатать, прижав к ней доску с помощью домкрата. Экипаж баржи «Т-97» оказался удачливее — им удалось благополучно выброситься на берег.
На берегу было известно о борьбе баржи со стихией, однако больше сообщений с баржи не поступало. Была создана оперативная группа по руководству поисками. Несмотря на штормовую погоду, поиск осуществлял вышедший в море сторожевой корабль пограничных войск, а c улучшением погодных условий для поиска была задействована авиация. Для обследования берега была отправлена группа из пятнадцати солдат. Обнаруженные ими обломки (по словам Зиганшина, «на берег Итурупа выбросило спасательный круг с нашей баржи и разбитый ящик из-под угля с бортовым номером „Т-36“») дали основание полагать, что баржа затонула, а экипаж погиб. По окончании всех поисковых операций родным были отправлены извещения о сыновьях, пропавших без вести.

## Дрейф
Зиганшин впервые за два дня записал в судовой журнал подробности обстоятельств случившегося. Из найденной в кубрике газеты (в заметке была приведена и карта) экипаж узнал, что район океана, в который, по их оценкам, течение и ветер несли баржу, закрывался для судоходства и полётов авиации на период с 15 января по 15 февраля в связи с испытаниями межконтинентальных баллистических ракет. Исходя из этого, Зиганшин предположил, что «до начала марта их искать не будут», и принял решение об экономии продуктов и воды. Тем не менее «на всякий случай» в рубке было организовано круглосуточное дежурство.
На второй день дрейфа экипаж провёл «инвентаризацию». В наличии имелись: примерно два ведра картофеля, буханка хлеба, полтора килограмма свиного жира, полторы банки свиной тушёнки, остаток воды в чайнике (двухвёдерный бачок с питьевой водой опрокинуло во время шторма), около килограмма пшена с горохом, пачка чая и кофе и примерно полсотни спичек. Хранившийся возле дизелей — в тепле — картофель в шторм рассыпался по полу и оказался пропитанным дизельным топливом. Значительное количество пресной воды — свыше 120 литров — имелось в системе охлаждения двигателей баржи — ржавой, но пригодной для питья. Чтобы растянуть запас этой воды как можно дольше, дрейфующие собирали дождевую: расстилали на палубе простыни, а когда те под дождём намокали — отжимали из них воду.
В тот же день, 18 января, во время затишья Зиганшину удалось подняться на рубку и починить порванную штормом антенну, после чего «рация работала, как обычно». Однако сигналов советских радиостанций на барже не услышали, хотя подолгу оставляли приёмник включённым. Через некоторое время (по Зиганшину, примерно через неделю, по Федотову — в конце февраля) удалось принять несколько передач на иностранном языке, по-видимому на японском. В дальнейшем у радиостанции сели аккумуляторы, и радиосвязь окончательно прекратилась.
В качестве топлива для печки солдаты первоначально использовали доски от ящиков, пробковые спасательные пояса, спасательный круг, тряпки, обрывки бумаги, ветошь, доски от двух коек.
Несмотря на решение об экономии продуктов, Зиганшин убедил товарищей, что нельзя резко переходить на скудный рацион, так как можно сразу ослабнуть. Поначалу в день на каждого приходилось три картофелины, две ложки крупы и две ложки свиной тушёнки, но вскоре рацион сократился до одной картофелины и одной ложки крупы на человека. 27 января экипаж отметил день рождения Крючковского удвоенной нормой — по две картофелины и по две ложки крупы на человека. В качестве подарка было решено преподнести имениннику ещё одну порцию воды, но уговорить его принять такой подарок не удалось, и вода была поделена на всех четверых.
Течение и ветер относили баржу на юго-восток. Выйдя из Курильского течения, она была подхвачена одной из ветвей течения Куросио, что ещё более ускоряло удаление от берега. Через несколько дней после начала дрейфа баржа попала во второй шторм. Первые две недели экипажу приходилось всё время откачивать и вычерпывать воду из трюма, так как баржу постоянно затапливало. Чтобы сохранять плавучесть баржи, также требовалось скалывать намерзающий лед с лееров, с бортов и рубки. Свободное время проходило за чтением книг, оказавшихся у Федотова. Поплавский играл на старой гармошке, оставшейся от предыдущего экипажа. Вслух читали роман Джека Лондона «Мартин Иден». По воспоминаниям Зиганшина: «Спорили о том, почему Мартину Идену не удалось найти другого выхода, кроме самоубийства».
Через 15 дней закончились мясные консервы и остался только картофель, из которого каждый день варили «суп». Затем стали готовить «суп» раз в двое суток — одна картофелина и ложка свиного жира на четверых. Описывая период середины февраля, Федотов отмечает: «Вечерами мы с надеждой рассматривали обрывок газеты с оттиском карты района, где проходили испытания баллистической ракеты. Нас не оставляла мысль, что корабли, возвращавшиеся из района испытаний, заметят нас».
К началу февраля легкодоступные горючие материалы на барже закончились, и дрейфующие стали изыскивать возможности дальнейшего поддержания огня. В предположении, что в топливных баках, крышки которых находились в залитом водой трюме баржи, оставалось какое-то количество топлива, экипаж за несколько дней смог при помощи помпы и подручных средств осушить трюм. Однако их ждало разочарование: в баки попала вода. Тогда в дело пошли кранцы — автомобильные покрышки, которые были прикованы цепями к бортам баржи: их вытаскивали на палубу и кухонным ножом отпиливали куски, которые бросали в печку — одной покрышки хватало на неделю. Разделка очередной покрышки не приспособленным для этого ножом, который приходилось постоянно подтачивать напильником, занимала много времени и труда — «за несколько часов нож углублялся в покрышку на два сантиметра» — и стала главным занятием всего экипажа.
День Советской армии (23 февраля) прошёл без «супа» — праздник отметили, выкурив последний табак, а последняя картофелина была съедена 24 февраля. Скудные запасы еды удалось растянуть на 37 дней. Затем в пищу пошло всё, что хотя бы отдалённо напоминало съестное — кожаные ремни, нижние (кожаные) части кирзовых сапог, хозяйственный веник из побегов бамбука, мыло, зубной порошок (по другим источникам — зубная паста). Кружочки кожи были обнаружены под клавишами гармошки — как шутили дрейфующие, «мясо первого сорта: без гуталина». Подобной кожей были оклеены и картонные меха гармошки. По воспоминаниям Зиганшина:

Мы его [кожаный ремень] порезали в лапшу и стали варить из него «суп». Потом сварили ремешок от рации. Стали искать, что ещё у нас есть кожаного. Обнаружили несколько пар кирзовых сапог. Но кирзу так просто не съешь, слишком жёсткая. Варили их в океанской воде, чтобы выварился гуталин, потом резали на кусочки, бросали в печку, где они превращались в нечто похожее на древесный уголь, и это ели.

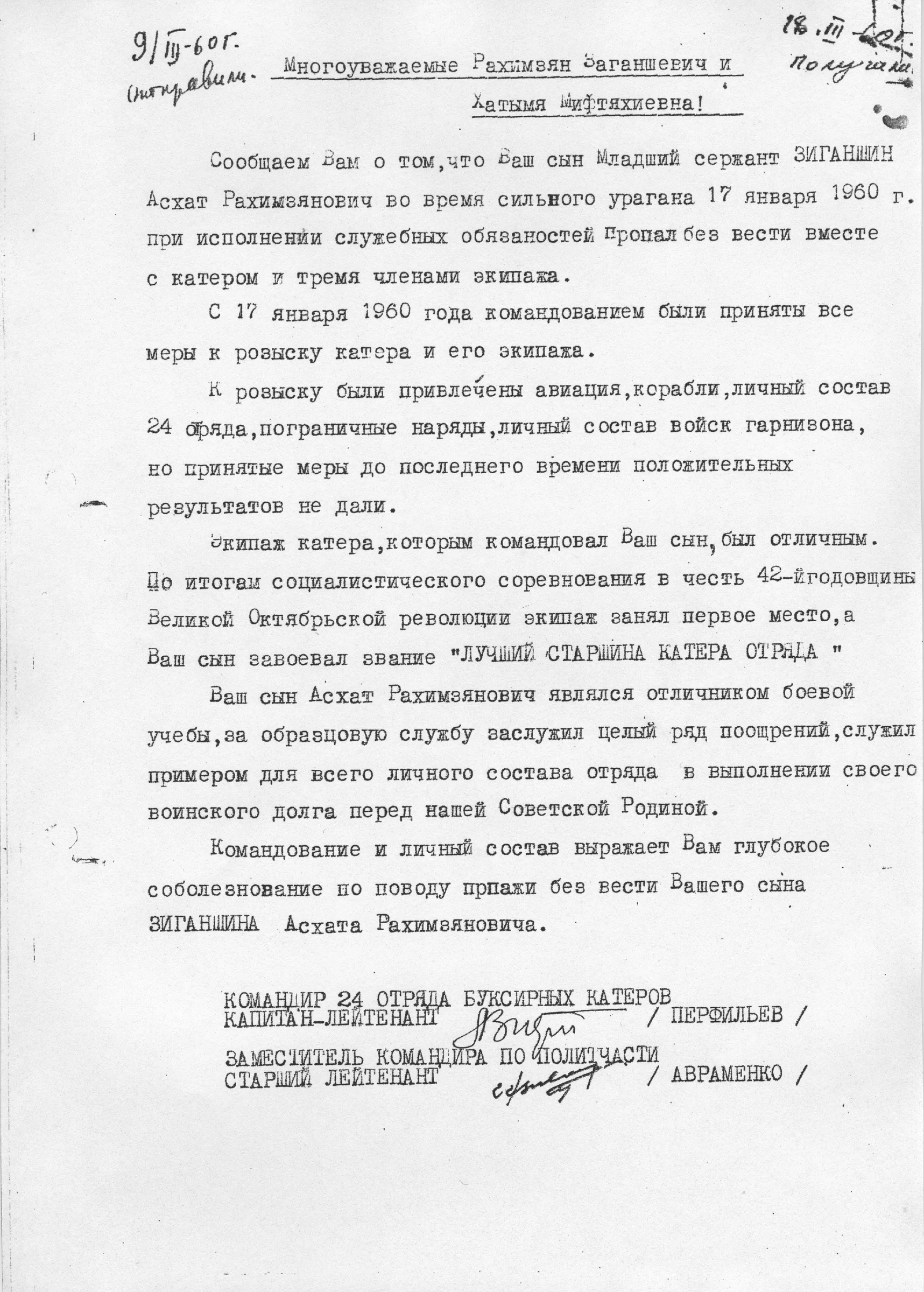
Письмо родителям Асхата Зиганшина с сообщением о его пропаже без вести, датированное 9 марта 1960 г.

Прежде чем есть кожу от кирзовых сапог всем, Зиганшин решил испытать эту «еду» на себе: «Я съем её первый, и если через сутки не заболею, значит, её можно есть и вам. Вот так».
В редкие дни, когда океан утихал, дрейфующие пытались ловить рыбу — распустили капроновый канат и сплели из его нитей леску, выточили рыболовный крючок из гвоздя и блесну из консервной банки, — но эти попытки оказались безуспешными. Попытка загарпунить при помощи багра проплывающую акулу — «метра два», «к самому борту подходила» — также не увенчалась успехом.
Днём 2 марта дрейфующие заметили первый проходящий корабль, но попытки привлечь его внимание казались безрезультатными. Второй корабль был замечен ночью 6 марта — солдаты подавали сигналы клотиковым огнём и ручной сиреной, но вновь безуспешно.
4 марта дрейфующим удалось выловить в волнах стеклянный шар-поплавок от японских рыболовных сетей. К нему они прикрепили гильзу с запиской о происшествии и сделанный ими из куска холста флаг ВМФ СССР, и отпустили поплавок в море.
В последние дни дрейфа истощённые солдаты сшили из одеял своеобразный мешок и спали в нём все вместе, согревая друг друга теплом своих тел; их стали одолевать слуховые галлюцинации. По воспоминаниям Крючковского, обессиленные солдаты стали договариваться, чтобы почувствовавший полное исчерпание сил сказал об этом остальным, обеспечивая возможность попрощаться; а последний оставшийся в живых записал бы на видном месте баржи их имена. Разговор об этом был пресечён Зиганшиным, старавшимся поддерживать уверенность в благополучном исходе дрейфа.
7 марта примерно в 2 часа дня дрейфующие увидели третье судно, но и оно прошло мимо.
Всего дрейф продолжался 49 дней — Зиганшин до последнего момента вёл бортжурнал, у него были часы с календарём. Кроме того, по словам Крючковского, «чтобы не потерять счёт времени, мы записывали дни на стенке». На всём протяжении дрейфа температура окружающего воздуха была в пределах от 0 до 7 градусов Цельсия; погода была спокойной на протяжении всего пяти дней из 49.
 На протяжении дрейфа Зиганшин вёл судовой журнал: записывал настроение экипажа, кто чем занимается. Потом писать стал реже, поскольку ничего нового не происходило. «Спасли нас 7 марта, а не 8-го, как мы решили: просчитались на сутки, позабыв, что год високосный и в феврале 29 дней», — рассказывал он впоследствии. В последний день Зиганшин сделал запись о появлении самолётов и вертолётов, однако, о чём он с сожалением вспоминал позже, бортжурнал баржи при эвакуации был забыт в рубке.

## Спасение
7 марта 1960 года около 3 часов дня баржа была обнаружена патрульным самолётом американского авианосца «Кирсардж», направлявшегося из Йокосуки в Сан-Франциско. В момент обнаружения баржа находилась на отдалении около 15 морских миль (28 км) от авианосца по левому борту от него с курсовым углом 33°. Спустя две минуты после принятия сообщения об обнаружении баржи авианосец, следовавший на тот момент курсом 83°, изменил курс по направлению к месту обнаружения. В разных источниках место обнаружения характеризуется как находившееся на расстоянии примерно 900 морских миль (1700 км) от острова Итуруп, 720 морских миль (1300 км) от острова Маркус и 1000 морских миль (1900 км) от атолла Мидуэй. К этому времени у дрейфующих оставалось всего три спички.
Согласно воспоминаниям Федотова, два самолёта (которыми, как выяснилось впоследствии, управляли американские пилоты Глен Конрад и Дэвид Мерикл сделали над баржей круг и улетели, а через некоторое время появились два вертолёта. По словам капитана авианосца, замеченные на барже люди стояли, прислонившись к надпалубному строению.
Первым на борт авианосца был доставлен Зиганшин — экипаж изначально не имел намерения покидать баржу, и Асхат, как старший по званию, планировал провести переговоры с американцами, попросить «запас горючего, воды, еды, карту», и возвращаться домой «своим ходом». Однако об этом не могло быть и речи: военнослужащие были в состоянии крайнего истощения и находились на грани жизни и смерти. Получив от американцев заверения, что «баржу заберёт другое судно», Зиганшин успокоился. Затем на борт авианосца были доставлены и остальные, при этом бортжурнал был забыт на барже: по словам Крючковского, командира в тот момент больше волновало, что на барже осталось три стакана собранной дождевой воды.
Спасённым предложили бульон, белый хлеб и кофе. Американцев поразило, что солдаты в таком состоянии сохранили человеческий облик и самодисциплину — когда им предложили еду, они не набрасывались на неё, а спокойно передавали тарелку товарищам. Все четверо ели понемногу, понимая, что от большей порции могут умереть, как случалось с людьми, пережившими длительный голод — по словам Зиганшина, он приобрёл этот опыт в детстве, во время войны. После еды спасённых повели в душевую — там Зиганшин потерял сознание и очнулся уже на койке в лазарете.
По наблюдениям главного врача авианосца Фредерика Беквита, солдаты потеряли в весе от 30 до 35 фунтов (14—16 кг) каждый (по другим сведениям — от 35 до 40 фунтов). Крючковский вспоминал впоследствии: «Когда меня взвешивали, смотрю: что-то весы показывают ещё больше, чем я весил раньше. А шкала-то на них в фунтах». 13 марта все четверо были переведены из лазарета авианосца в две каюты. Питаясь пять раз в день, они за неделю прибавили в весе примерно по 7 фунтов (3 кг).

## После спасения

### Сообщения о происшествии
Согласно пресс-релизу министерства обороны США № 257-60 от 8 марта 1960 года, первая информация от спасённых, не говоривших на английском, была получена членами экипажа авианосца, не владевшими русским языком (использовался, как отмечено в пресс-релизе, «ломаный русский»). Эта информация была донесена до командира корабля, затем передана в штаб-квартиру тихоокеанского флота в Перл-Харборе. Советское посольство в Вашингтоне было поставлено в известность о спасении четырёх военнослужащих вечером 7 марта (в Москве было 8 марта), однако руководство советского государства поначалу не знало, как реагировать на эту новость. Тем временем новость попала в американские газеты, в которых первые публикации о происшествии появились 9 марта со ссылками на сообщения ВМС США. Только на третьи сутки после спасения советских военнослужащих на борт авианосца с Гавайских островов был доставлен переводчик.
В СССР первая публикация о происшествии появилась 12 марта 1960 года в газете «Известия», в которой, в частности, сообщалось (со ссылкой на агентство Юнайтед Пресс Интернэшнл): «6 марта американский самолёт, нёсший в Тихом океане патрульную службу для авианосца, обнаружил на поверхности океана лёгкую баржу. На ней находились четверо советских людей, сержант и трое рядовых военнослужащих. Последний раз они видели землю 18 января». Публикация сопровождалась картой с отметкой места обнаружения, перепечатанной из газеты «New York Herald Tribune». На следующий день «Известия» сообщили, что «указанная баржа была унесена в океан 17 января от одного из островов Курильской гряды» и уточнили имена и должности спасённых советских военнослужащих. 14 марта с Зиганшиным и его товарищами связался по телефону собственный корреспондент «Правды» в Нью-Йорке Борис Стрельников. Зиганшин впоследствии рассказал, что Стрельников предупредил его о предстоящей встрече с иностранными журналистами и попросил «не говорить ничего лишнего». Выдержки из телефонного разговора Стрельникова со спасёнными, а также более подробная информация о них и их семьях была опубликована в выпуске «Правды» от 15 марта.
Первая встреча с американскими журналистами, прибывшими на авианосец на двух самолётах Grumman C-1 Trader, состоялась 14 марта — когда до Сан-Франциско оставалось ещё около 500 км. Она оказалась короткой — после первых вопросов у Зиганшина от волнения и перенапряжения ослабленного организма пошла кровь из носа, и пресс-конференцию пришлось закончить. Чуть позже он ответил на некоторые вопросы журналистов.

### Признание на правительственном уровне
16 марта 1960 года в адрес спасённых была направлена приветственная телеграмма от имени главы КПСС и правительства СССР Никиты Сергеевича Хрущёва:

Младшему сержанту Зиганшину Асхату Рахимзяновичу, рядовым Поплавскому Филиппу Григорьевичу, Крючковскому Анатолию Фёдоровичу, Федотову Ивану Ефимовичу
Дорогие товарищи!

Мы гордимся и восхищаемся вашим славным подвигом, который представляет собой яркое проявление мужества и силы духа советских людей в борьбе с силами стихии. Ваш героизм, стойкость и выносливость служат примером безупречного выполнения воинского долга.

Своим подвигом, беспримерной отвагой вы приумножили славу нашей Родины, воспитавшей таких мужественных людей, и советский народ по праву гордится своими отважными и верными сынами.
Желаю вам, дорогие соотечественники, доброго здоровья и скорейшего возвращения на Родину.— Н. Хрущёв. Москва, Кремль. 16 марта  1960 года

### Возвращение
15 марта авианосец прибыл в Сан-Франциско. Спасённые военнослужащие были доставлены двумя вертолётами на берег, где их встретил представитель советского посольства в США Анатолий Кардашев, вокруг них собралось около полусотни журналистов, включая трёх советских. Сопровождавшие спасённых медицинские работники авианосца доложили, что ребятам нужен только отдых, а в их рационе нет никаких ограничений. В отеле, где их разместили в номере по соседству с советскими журналистами, Федотов узнал, что у него родился сын — многочисленные известия об этом поступили в редакции московских газет. В отеле их не оставляли в покое американские журналисты. Была устроена пресс-конференция, где члены экипажа «Т-36», одетые в предоставленные правительством США гражданские костюмы, отвечали на многочисленные вопросы, связанные с данным происшествием и с чудесным спасением. Мэр Сан-Франциско вручил героям символические ключи от города — до этого такие ключи получили только Галина Уланова и Никита Хрущёв. 17 марта на первых полосах советских газет министр обороны СССР Р. Малиновский выразил благодарность командиру и личному составу авианосца «Кирсардж», а председатель Совета министров СССР Никита Хрущёв — мэру Сан-Франциско Джорджу Кристоферу и президенту США Дуайту Эйзенхауэру.
18 марта военнослужащие были отправлены самолётом в Нью-Йорк, где они несколько дней отдыхали под присмотром врача посольства А. Н. Озеровой в принадлежавшем СССР особняке «Килленворт» в Глен-Ков, использовавшемся для размещения советской делегации в ООН. Перед дорогой домой каждому из четверых от посольства было выдано по 100 долларов, которые они потратили во время экскурсии по городу. По настоянию Озеровой, запретившей им межконтинентальный перелёт, солдаты были отправлены в Европу на трансатлантическом лайнере «Куин Мэри» 23 марта. После прибытия 28 марта во французский порт Шербур они выехали в Париж. 29 марта на самолёте «Ту-104» № 42460 участники дрейфа в военной форме прибыли в Москву, где им была устроена торжественная встреча.
После прибытия в Москву спасённые встретились c министром обороны СССР Родионом Малиновским, который подарил им штурманские часы, «чтобы они никогда не блуждали, никогда не теряли курса». «За проявленное мужество при выполнении воинского долга и стойкость в борьбе с силами стихии» солдаты были награждены орденами Красной Звезды, которые им вручил заместитель председателя Президиума Верховного Совета СССР Демьян Коротченко. Всем четверым был предоставлен двухнедельный отпуск на родину. Затем участники дрейфа 40 дней отдыхали и долечивались от последствий длительного голодания в военном санатории в Гурзуфе. Там они получили предложение поступить в Мореходное училище ВМФ в Ломоносове, которое приняли все, кроме Федотова. После санатория все четверо вернулись на службу в свою часть на Итурупе, где составили новый экипаж баржи «Т-97». Таким образом в июне 1960 года закончилось их кругосветное путешествие. В конце мая им были присвоены новые воинские звания: Зиганшину — звание старшего сержанта, а остальным — младших сержантов.
В 1960 году все четверо одновременно были уволены в запас до истечения срока службы. Федотов вернулся к семье. Зиганшин, Крючковский и Поплавский без вступительных экзаменов были приняты на судомеханическое отделение мореходного училища.
11 июня 1960 года военно-морской атташе СССР в США контр-адмирал Б. Д. Яшин через командующего 15-м дивизионом авианосцев контр-адмирала Ф. Брэдли передал экипажу «Кирсаржа» подарки от Министерства обороны СССР. Брэдли и командир авианосца «Кирсардж» капитан Л. Таунсенд получили советские адмиральские кортики, ещё 14 моряков — золотые часы и фотоаппараты «Киев» и «Зоркий».

## Дальнейшая судьба четвёрки
Иван Ефимович Федотов стал отцом 24 февраля 1960 года, вернулся в нижнеамурское село Богородское, после чего принял приглашение поступить в речное училище в Благовещенске. В период учёбы появилось пристрастие к алкоголю — частые встречи и выступления в коллективах происходили согласно обычаям русского гостеприимства. Учёбу пришлось прервать, и Федотов уехал во Владивосток на китобойный промысел. Затем вернулся в училище, окончил его и получил диплом судового механика. Работал на Камчатке на сейнере. В 1978 году вернулся в Благовещенск и работал на судостроительном заводе слесарем-трубопроводчиком. Умер в 1999 году.
Филипп Григорьевич Поплавский после окончания мореходного училища в 1964 году участвовал в экспедициях в Средиземном море, Атлантике на гидрографическом судне «Створ». Проживал в Петродворце. Умер в 2001 году. Похоронен на родине — в Чемеровецком районе Хмельницкой области Украины, село Ямпольчик.
Асхат Рахимзянович Зиганшин после учёбы служил в составе аварийно-спасательного дивизиона Ленинградской военно-морской базы. Работал на разных судах сначала с пожарными, затем с водолазами. После выхода на пенсию работал сторожем яхт и катеров на берегу залива в Стрельне. Умер в 2017 году.
Анатолий Фёдорович Крючковский после учёбы попал по распределению в Североморск, но прослужил судовым механиком всего полгода — врачи посоветовали ему сменить климат. В 1964 году вернулся на родину и работал на киевском судостроительном заводе «Ленинская кузница», сначала на инженерных должностях, а с середины 1990-х годов заместителем главного механика. 28 августа 2007 года вместе с Зиганшиным прибыл на Сахалин по приглашению администрации острова. В программу недельного визита входило и посещение острова Итуруп, но помешала нелётная погода. Умер в феврале 2022 года.

## Отражение в искусстве
- В советских средствах массовой информации в первые несколько месяцев после спасения дрейфующих было опубликовано значительное количество посвящённых им стихотворных произведений[161][162][163][164][165][166][167][168][169][170][171][172].
- Экипажу баржи посвящена одна из первых[173][174] песен (по другому мнению — первая[175]) В. Высоцкого «Сорок девять дней» («Суров же ты климат охотский…», 1960).
- Песня 1960 г. «О четырёх героях» (музыка А. Пахмутовой, слова С. Гребенникова, Н. Добронравова).

- Песня 1960 г. «Четыре солдата» (музыка А. Островского, слова Л. Ошанина)[176]. Эта песня, переложенная на музыку Егора Летова, в исполнении Константина Рябинова, Егора Летова и Олега Судакова вошла в альбом «На советской скорости» (1988) — первый магнитоальбом советского андеграундного проекта «Коммунизм»[177][178].
- Поэма Венедикта Ерофеева «Подвиг Асхата Зиганшина», написанная во время его обучения на втором курсе ОЗПИ (1960)[179][180].
- В 1962 году снят художественный фильм «49 дней» (сценарий Г. Я. Бакланова, Ю. В. Бондарева, В. Ф. Тендрякова, режиссёр Г. Габай).

- Песня 1963 года «Я вернусь к тебе, Россия!» (слова Л. Ошанина, музыка Э. Колмановского) содержит куплет, посвящённый четвёрке («В океане глухом и горбатом, // Где одна только буря права, // Не сдаваясь, четыре солдата // Повторяли все те же слова…»).

- Художники А. А. Горпенко и Н. В. Денисов (Студия военных художников имени М. Б. Грекова) посвятили событию ряд работ.
- В 1961 году мстёрским художником Ф. Г. Шиловым создана шкатулка из папье-маше с миниатюрой «Четверо отважных».[181]
- В 1979 году в польском журнале комиксов Relax[пол.] был опубликован комикс художника Ежи Врублевского[пол.] «Четверо на дороге смерти» (пол. Czterej na drodze śmierci), посвящённый дрейфу[182].
- На событие имеется аллюзия в песне «Интермедия 1» (1996) российского автора-исполнителя Михаила Щербакова. Песня содержит слова «Он в прошлой жизни полярник был, во льдах без шубы влача свой срок, свистел сквозь зубы „Зиганшин рок“»[183].
- «По мотивам» происшествия написана книга Андрея Орлова «Баржа Т-36. Пятьдесят дней смертельного дрейфа» (2013)[прим. 29].
- Происшествие послужило завязкой для пятой серии игрового телесериала «Оптимисты» (2017).

В народном творчестве:
- Фольклорная переделка американской рок-н-ролльной песни «Rock Around the Clock» — «Как на Тихом океане / Тонет баржа с чуваками. / Чуваки не унывают, / Рок на палубе кидают. // Зиганшин-рок, Зиганшин-буги, / Зиганшин — парень из Калуги, / Зиганшин-буги, Зиганшин-рок, / Зиганшин слопал свой сапог»[184].
- Появилась детская считалка в двух вариантах[9]:

| Юрий — Гагарин. Зиганшин — татарин. Герман — Титов. Никита — Хрущёв. | Юрий Гагарин, Зиганшин-татарин, Никита Хрущёв, А ты кто будешь таков? |

## Память
- В честь подвига назван переулок 4-х Отважных в г. Берёза Брестской области (Белоруссия)[185][186].
- Улица в посёлке Чемеровцы носит имя Филиппа Поплавского[187].

## Оценка источников
А. В. Скобелев, ссылаясь на воспоминания Федотова и сравнивая их с другими публикациями начала 1960-х годов, отмечает их наибольшую информативность и объективность «с наименьшей степенью зависимости от внешней и внутренней цензуры». Вместе с тем в своих исследованиях (2012) он называет «общераспространённым серьёзным заблуждением» отмечаемую в публикациях продолжительность дрейфа. По мнению Скобелева, «автономное плавание продолжалось более 50 суток» — он начинает отсчёт с позднего вечера 16 января, то есть ещё до срыва баржи со швартовки. Однако Федотов в своих воспоминаниях чётко называет день, когда они увидели самолёты: «Шёл действительно сорок девятый день нашего дрейфа…».
По мнению Скобелева, связанная с происшествием информационная активность в СССР, начавшаяся с 16 марта 1960 года и продолжавшаяся до июля-августа 1960 года, была излишне пропагандистской, что породило естественную ответную реакцию населения: стали появляться фольклорные и авторские произведения, трактовавшие события происшествия в комическом ключе и пародирующие широко публиковавшиеся не всегда высокохудожественные произведения.
Материалы о происшествии, начиная с конца 1990-х годов, могут быть разделены на две основные группы:
- основанные на воспоминаниях Крючковского — Сергей Бабаков (1999), Людмила Троицкая (2005), Елена Сухорукова (2008), Владимир Шуневич (2010), Галина Кириченко (2020).
- основанные на воспоминаниях Зиганшина — Дмитрий Соколов-Митрич (2002), Ольга Горшкова (2004), Ольга Рябинина (2006), Ирина Смирнова (2008), Наталья Черных (2010), Ягсуф Шафиков (2010), Владимир Нордвик (2015).

#### Комментарии
1. ↑  Основные характеристики судна: длина по ватерлинии — 17,3 м, высота борта — 2,06 м, средняя осадка с полным грузом — 1,24 м, водоизмещение — около 100 тонн. Длина трюма (грузовой палубы) — 11,5 м, ширина — 3,6 м[2]. Наибольшая длина — 19,82 м, ширина — 5,56 м[1]. Силовая установка — два дизельных двигателя по 300 л. с.[3][4][5] Непотопляемость судна обеспечивалась междудонными и бортовыми водонепроницаемыми отсеками, а также системой трубопроводов и ручным насосом для осушения кормового отсека и моторного отделения[6].
2. ↑  По данным морского министерства США, в этот период в районе последующего дрейфа баржи бушевали сильнейшие штормы со скоростью ветра от 60 до 120 км/ч, высота волн достигала 12 м[10].
3. ↑  По воспоминаниям Крючковского, кубрик был «такой, что в полный рост нельзя было подняться»[4].
4. ↑  Зиганшин родом из посёлка Шентала Куйбышевской области, по национальности — татарин[5]. Крючковский и Поплавский — украинцы: первый из посёлка Турбов Винницкой области[12], второй — из посёлка Чемеровцы Хмельницкой области[13]. Федотов — русский из села Богородское Хабаровского края[14].
5. ↑  Дочь Асхата Зиганшина со слов отца поясняет, что причиной этого были невыносимые бытовые условия в казарме[18]. «У нас казарма … скрипела аж при любом ветре. И снегу под койкой там было, ну, полметра толщины — наносило за ночь» (из интервью Асхата Зиганшина в 2005 году)[19].
6. ↑  Согласно воспоминаниям Крючковского, радист получил травму ноги при швартовке[4][12]. Зиганшин упоминает, что «радисты редко выходили в плавание», и в обычных обстоятельствах «с рациями вполне управлялись старшины»[23].
7. ↑  Некоторые из более поздних источников утверждают, что «Т-97» и «Т-36» спустили на воду одновременно незадолго до 17 января. Предпочтение отдано словам Зиганшина, записанным в 1960 году.
8. ↑  Из письма Федотова домой, датированного 15 января: «Сейчас работаю на катере. После праздника послали на воду»[24][25].
9. ↑  По словам Крючковского, в дальнейшем «одного из офицеров наказали за то, что мы оказались без „НЗ“»[4].
10. ↑  Проверялась версия о возможном дезертирстве четырёх военнослужащих, места их возможного появления были взяты под наблюдение, у родственников проводились обыски[49]. Извещения родным были отправлены значительно позднее первых поисковых операций. По воспоминаниям Крючковского, письмо о пропаже без вести пришло к его матери за 1—2 дня до сообщений о спасении в советских средствах массовой информации[4].
11. ↑  Мнения относительно конкретной газеты в источниках расходятся: упоминаются «Суворовский натиск»[51], «Красная звезда»[52], «Комсомольская правда»[53][54] — на барже имелось три подшивки газет[54]. Из упомянутых вариантов карта северной части Тихого океана с указанием района ракетных испытаний и основных судоходных маршрутов в период до 17 января была опубликована только в «Комсомольской правде»[55].
12. ↑  Первый пуск ракеты был произведён 20 января 1960 года[58], второй — 31 января 1960 года. В обоих случаях макет последней ступени ракеты достигал водной поверхности вблизи расчётной точки падения на расстоянии около 12 500 км от места старта[59].
13. ↑  В ряде публикаций утверждается, в том числе со слов самого Зиганшина, что «[ракеты] должны были упасть в район Тихого океана — именно в те районы, куда нас несло»[61]. Хотя общее направление дрейфа было определено достаточно точно (см. илл.), район океана, ограниченный приведёнными в сообщении ТАСС координатами[56][57], находился на расстоянии свыше 5000 км от острова Итуруп. В силу его удалённости, а также с учётом определённой впоследствии скорости дрейфа баржа не могла оказаться в этом районе в указанный период времени.
14. ↑  Согласно публикациям американских газет, дрейфующие улавливали дождевую воду куском брезента[66][67], этот же метод называется в документальной повести В. Мясникова[68].
15. ↑  Согласно сообщениям газет, на момент спасения «грузовую палубу десантной баржи покрывало от двух до четырёх футов воды» («The well deck of the landing craft was awash with two to four feet of water»)[75]. Баржу поддерживали на плаву отсеки, оставшиеся водонепроницаемыми[12].
16. ↑  Относительно даты находки стеклянного поплавка и оставления на нём записки имеются разночтения. 4 марта упоминает журналист Стрельников со слов Поплавского, сказанных на пресс-конференции в Сан-Франциско[93]. Зиганшин в телевизионном интервью 1960 года назвал дату 4 февраля[94]; та же дата указана в сборнике 1960 года «49 дней»[95]. Однако в интервью очеркисту Мельникову через несколько лет Зиганшин заявил, что случай с поплавком произошёл «перед самым концом дрейфа»[96].
17. ↑  В ряде источников указывается продолжительность 50 дней[8][100]. Во всех источниках зафиксированы дата срыва баржи со швартовки — 17 января, и дата спасения экипажа — 7 марта. Однако в самой первой публикации в СССР речь идёт именно о дрейфе, который начался после потери баржей хода (не ранее 22 часов 17 января — через 13 часов борьбы со штормом[48][9]): «В течение 49 дней моряки носились по волнам, после того как их судёнышко длиной примерно в 15 метров, потеряв управление возле Курильских островов во время разыгравшегося шторма, было отнесено в открытое море»[10].

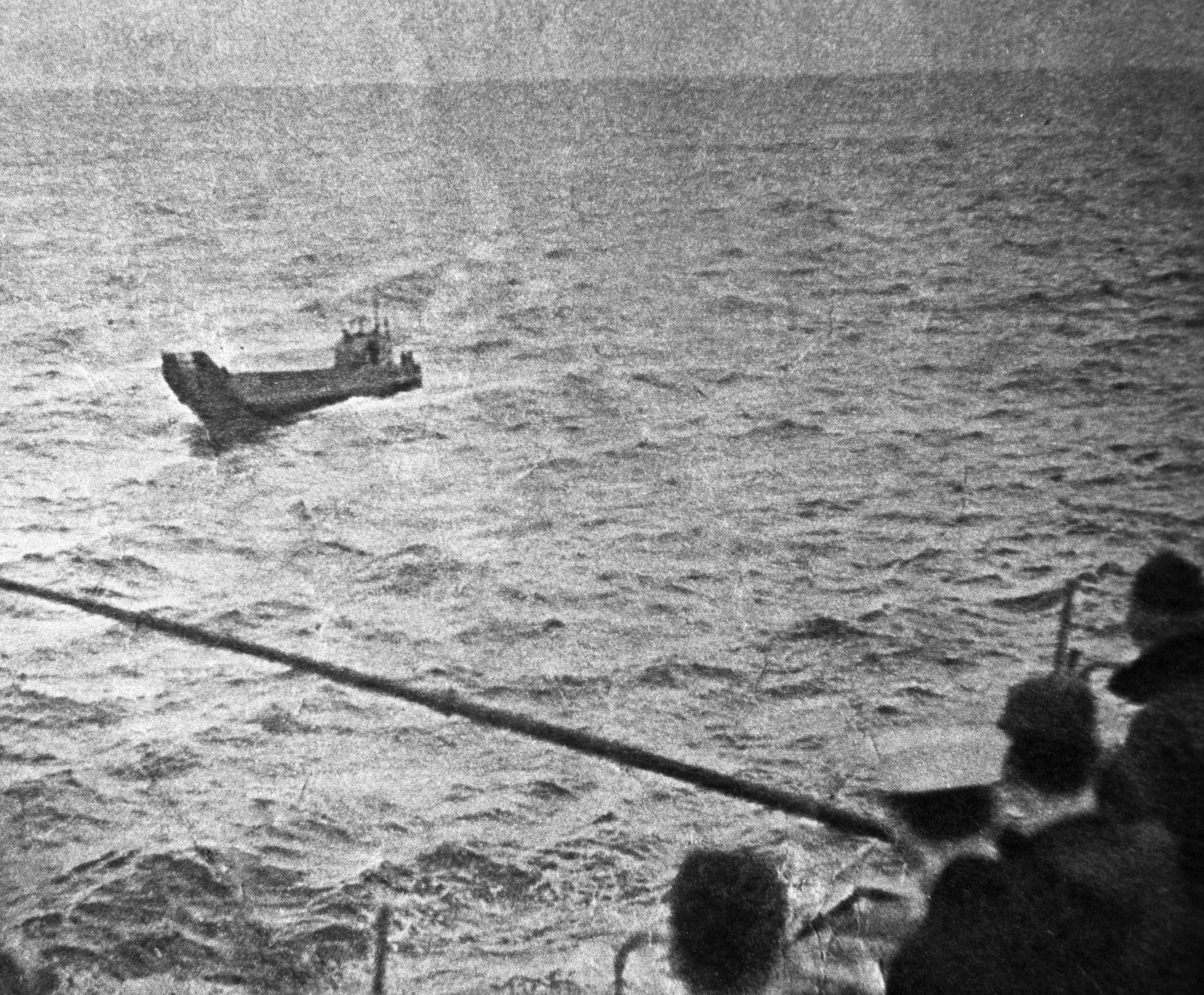
Авианосец подошёл к барже.

18. ↑  По времени восточного полушария. В западном полушарии (в США) было 6 марта[10]. Подробнее см. линия перемены даты.
19. ↑  В бортовом журнале «Кирсарджа» принятие сообщения об обнаружении баржи зафиксировано в 14:58 (по местному времени)[104]. В пресс-релизе министерства обороны США № 257-60 от 8 марта 1960 года указано время спасения 23:00 по североамериканскому восточному времени[103], что соответствовало 16:00 по местному времени Камчатской области (в советских газетах указывалось время 4 часа дня[7]).
20. ↑  По другим оценкам баржа продрейфовала приблизительно 1020 морских миль (1900 км)[75].
21. ↑  По воспоминаниям Зиганшина, скорое окончание спичек было им предусмотрено: добывать огонь после этого он планировал при помощи линзы, снятой с радиостанции[49].
22. ↑  англ. LT Glen E. Conrad[107]
23. ↑  англ. LTJG David L. Mericle[107]
24. ↑  В ранних советских публикациях утверждалось, что Зиганшин покинул баржу последним, «как и полагается старшему на судне»[109][4]. Тем не менее в телеинтервью Федотов сообщил, что «первым поднялся Зиганшин, потом мы с Крючковским на второй вертолёт, а на третий — Поплавский»[110]. Согласно бортовому журналу «Кирсарджа», «первым» и «третьим» был один и тот же вертолёт HSS-1 Seabat под бортовым номером 10; второй вертолёт имел бортовой номер 06[104].
25. ↑  Эти заверения были даны, чтобы успокоить измождённых солдат[111][неавторитетный источник (обс.)]. Экипаж «Кирсарджа» около часа предпринимал попытки взять баржу на буксир, но в них не преуспел[112]. Впоследствии Зиганшин узнал от советского военно-морского атташе в США, что «Т-36» была потоплена, чтобы не создавать угрозы судоходству[5].
26. ↑  Из-за языкового барьера первые сообщения о спасённых изобиловали неточностями. Так, были искажены их фамилии; в ряде американских газет утверждалось, что в запасы провизии на борту баржи входило «некоторое количество водки», а после спасения, «по сообщению ВМС, Зиганшин немедленно попросил водки»[75][116][106]. На эту тему резко высказался Крючковский: «У этих людей или ума, или совести нет! Поверьте, в те годы отношение к пьянке на службе было не таким, как сейчас. Боже упаси!»[12] По воспоминаниям Зиганшина, на авианосце им принесли две бутылки русской водки — якобы по их просьбе: «Мы сильно удивились, а потом посмеялись. Видимо, хозяева перепутали воду и водку…»[9] Сообщения о спасённых в американских газетах продолжали появляться как минимум до прибытия солдат в Москву[117], но упоминание в них «водки» в контексте дрейфа позднее 14 марта не отслеживается.
27. ↑  В ряде советских и российских публикаций утверждалось, в том числе со слов Зиганшина, что «авианосец зашёл на Гавайи»[7][5]. Однако согласно сообщениям американских газет, авианосец проследовал непосредственно в Сан-Франциско[75]. В бортовом журнале «Кирсарджа» заход на Гавайи также отсутствует; напротив, в 08:48 9 марта зафиксировано прибытие единственного в период между 7 и 14 марта транспортного самолёта[121], на котором мог прибыть переводчик.
28. ↑  По воспоминаниям главного редактора «Известий» А. И. Аджубея, «соответствующие учреждения», в которые он обратился за уточнением полученных от американского информационного агентства сведений, попытались запретить публикацию, мотивируя это возможностью провокации. Однако редколлегия «Известий» решила дать сообщению ход[122].
29. ↑  Зиганшин охарактеризовал эту книгу следующими словами: «Пару лет назад какой-то чудак написал художественную повесть „Баржа Т-36“. Нафантазировал всяких глупостей, насочинял муру! Подарили книжку, я пролистал её и даже читать не стал. На полке в шкафу валяется…»[9]
30. ↑  Например, то, что военнослужащие фактически жили на барже, стало широко известным из интервью с Зиганшиным, которое провёл Дмитрий Соколов-Митрич в 2001 году[189][49]. Об этом же факте в воспоминаниях Федотова можно судить по описанию возвращения на баржу после посещения бани и красного уголка: «Отправились на „Т-36“ и мы. Она стояла у „бочки“, скреплённая тросами с баржей „Т-97“. Добрались до дома мы с трудом, но без приключений»[20].

## Публикации
- Deck Log Book of the U.S.S. Kearsarge CVS-33 — March 1960 :  [англ.]. — 1960. — March.
- Four Russians Adrift 49 Days Saved by U.S. Carrier in Pacific :  [англ.] : ст. // The New York Times : ежедн. газ. — New York : The New York Times Company, 1960. — 9 March. — P. 1. — ISSN 0362-4331.
- Red Soldiers Recovering After Drifting 49 Days :  [англ.] : ст. // The Honolulu Advertiser : газета. — Honolulu, Hawaii, 1960. — 9 March. — P. 4.
- 4 Russians Saved After Drifting 7 Weeks; Ate Shoes to Stay Alive :  [англ.] : ст. // Chattanooga Daily Times : ежедн. газ. — Chattanooga, Tennessee, 1960. — 9 March. — P. 1, 10.
- Rescued Russians Want Vodka, Ger Soup After Ordeal :  [англ.] : ст. // Fort Lauderdale News : ежедн. газ. — Fort Lauderdale, Florida, 1960. — 9 March. — P. 23.
- 49 дней в открытом океане : Беспримерное мужество советских солдат // Известия : газета. — 1960. — № 61 (13297) (12 марта). — С. 1.
- Злункин В. Стойкость и мужество советских людей // Правда : газета. — 1960. — № 73 (15197) (13 марта). — С. 3.
- MOSCOW HAILS RESCUE : Army Paper Notes U.S. Navy's Saving 4 Soldiers in Pacific :  [англ.] : ст. // The New York Times : ежедн. газ. — New York : The New York Times Company, 1960. — 13 March. — P. 4. — ISSN 0362-4331.
- Поединок с океаном // Известия : газета. — 1960. — № 62 (13298) (13 марта). — С. 1.
- John McDonald. Saved by U.S. Aircraft Carrier : Four Rescued Russian Sailors Tell Of 49 Days Adrift in Landing Craft :  [англ.] : ст. // The San Francisco Examiner : газета. — San Francisco, 1960. — 15 March. — P. 16.
- Стрельников Б. «Мы восторгаемся подвигом советских людей» — говорят американские моряки // Правда : газета. — 1960. — № 75 (15199) (15 марта). — С. 1.
- Родина ждет отважных сынов // Правда : газета. — 1960. — № 75 (15199) (15 марта). — С. 1, 4.
- Frankel, Max. U.S. NAVY RESCUE PLEASES MOSCOW : Finding of 4 Russians Adrift in Pacific Brings Wave of Goodwill to Americans :  [англ.] : ст. // The New York Times : ежедн. газ. — New York : The New York Times Company, 1960. — 15 March. — P. 12. — ISSN 0362-4331.
- Four Rescued Red Sailors Reach S.F. :  [англ.] // Honolulu Star-Bulletin. — Honolulu, Hawaii, 1960. — 15 March. — P. 4.
- Russians Thank U.S. Sailors :  [англ.] : ст. // The New York Times : ежедн. газ. — New York : The New York Times Company, 1960. — 15 March. — P. 12. — ISSN 0362-4331.
- Four Due in U.S. Today :  [англ.] : ст. // The New York Times : ежедн. газ. — New York : The New York Times Company, 1960. — 15 March. — P. 12. — ISSN 0362-4331.
- 4 Rescued Soviet Seamen To Arrive in U.S. Today :  [англ.] : ст. // Corpus Christi Times : ежедн. газ. — Corpus Christi, Texas, 1960. — 15 March. — P. 9.
- Весточка с борта «Кирсарджа» // Известия : газета. — 1960. — № 63 (13299) (15 марта). — С. 1.
- Russ Given Heroes' Welcome :  [англ.] : ст. // The Arizona Republic : газета. — 1960. — 16 March. — P. 2.
- Их рассказ o 49 днях // Известия : газета. — 1960. — № 64 (13300) (16 марта). — С. 3.
- Барсуков Ю. Земля! // Известия : газета. — 1960. — № 64 (13300) (16 марта). — С. 3.
- Шустиков В. Отвечайте, 36-я. Я — берег. Приём. // Известия : газета. — 1960. — № 64 (13300) (16 марта). — С. 3.
- Стрельников Б. Победители морской стихии : Сан-Франциско приветствует отважных советских людей // Правда : газета. — 1960. — № 76 (15200) (16 марта). — С. 1, 6.
- Четверо стойких // Правда : газета. — 1960. — № 76 (15200) (16 марта). — С. 6.
- Davies, Lawrence E. San Francisco Greets Four Russians Saved at Sea : 4 SOVIET SAILORS WELCOMED IN U.S. :  [англ.] : ст. // The New York Times : ежедн. газ. — New York : The New York Times Company, 1960. — 16 March. — P. 13. — ISSN 0362-4331.
- Героизм, стойкость, выносливость // Известия. — 1960. — № 65 (13301) (17 марта). — С. 1.
- Барсуков Ю. «Это могут сделать только русские» : От специального корреспондента «Известий» // Известия. — 1960. — № 65 (13301) (17 марта). — С. 1.
- Дань восхищения мужественной четвёрке : Так проходил дрейф // Известия. — 1960. — № 65 (13301) (17 марта). — С. 4.
- Их встретили как героев // Известия. — 1960. — № 65 (13301) (17 марта). — С. 4.
- Героизм, мужество, сила духа // Правда : газета. — 1960. — № 77 (15201) (17 марта). — С. 1.
- Стрельников Б. Это и есть советский характер // Правда : газета. — 1960. — № 77 (15201) (17 марта). — С. 1.
- Васильев С. И победили! : стихи // Правда : газета. — 1960. — № 77 (15201) (17 марта). — С. 2.
- Толстиков Е. Они преодолели, казалось бы, непреодолимое // Правда : газета. — 1960. — № 77 (15201) (17 марта). — С. 2.
- Коккинаки В. К. Выдержка и отвага // Правда : газета. — 1960. — № 77 (15201) (17 марта). — С. 2.
- Полевой Б. Четыре богатыря // Правда : газета. — 1960. — № 77 (15201) (17 марта). — С. 2.
- Khrushchev Halls U.S. For Rescue of 4 Sailors :  [англ.] : ст. // The New York Times : ежедн. газ. — New York : The New York Times Company, 1960. — 17 March. — P. 8. — ISSN 0362-4331.
- Сыны великого народа // Известия. — 1960. — № 66 (13302) (18 марта). — С. 1.
- Барсуков Ю. Молодцы! : От специального корреспондента «Известий» // Известия. — 1960. — № 66 (13302) (18 марта). — С. 1.
- Шишкин И. Их спасло мужество // Известия. — 1960. — № 66 (13302) (18 марта). — С. 1.
- Владимов М. Четверо : стихи // Известия. — 1960. — № 66 (13302) (18 марта). — С. 1.
- Стрельников Б. Им рукоплещет Америка // Правда : газета. — 1960. — № 78 (15202) (18 марта). — С. 1—2.
- Папанин И. Д. Так держать! // Правда : газета. — 1960. — № 78 (15202) (18 марта). — С. 2.
- Ошанин Л. Года пройдут... : стихи // Правда : газета. — 1960. — № 78 (15202) (18 марта). — С. 2.
- Ушаков С. Это было в штормующем океане // Правда : газета. — 1960. — № 78 (15202) (18 марта). — С. 2.
- Блохин Н. Пример стойкости // Правда : газета. — 1960. — № 78 (15202) (18 марта). — С. 2.
- Служим Советскому Союзу! // Комсомольская правда : газета. — 1960. — № 66 (10698) (18 марта). — С. 1.
- Они приумножили славу нашей Родины : Советский народ гордится своими отважными и верными сынами : полоса // Слава Родины : ежедневная газета Прикарпатского военного округа. — 1960. — № 65 (18 марта). — С. 1.
- 4 SOVIET SAILORS HERE : Men Rescued by U.S. Navy to Rest at Glen Cove :  [англ.] : ст. // The New York Times : ежедн. газ. — New York : The New York Times Company, 1960. — 18 March. — P. 54. — ISSN 0362-4331.
- Карев, Н. Слава вам, советские богатыри! : Нью-Йорк встречает отважных // Известия. — 1960. — № 67 (13303) (19 марта). — С. 1.
- Новицкий О. Мужество сердец : стихи / перевод с украинского Бориса Палийчука // Известия. — 1960. — № 67 (13303) (19 марта). — С. 1.
- Зиганшин А. Спасибо тебе, Родина-мать! // Правда : газета. — 1960. — № 79 (15203) (19 марта). — С. 1.
- Жаров А. Внуки Ленина : стихи // Правда : газета. — 1960. — № 79 (15203) (19 марта). — С. 3.
- Стрельников Б. На пути из Сан-Франциско в Нью-Йорк // Правда : газета. — 1960. — № 79 (15203) (19 марта). — С. 3.
- Четверо смелых // Советская Белоруссия. — 1960. — № 65 (8770) (19 марта). — С. 1.
- Мир восторгается подвигом победителей океана // Известия. — 1960. — № 68 (13304) (20 марта). — С. 1.
- Поплавский Ф. Эти семь недель // Правда : газета. — 1960. — № 80 (15204) (20 марта). — С. 1.
- Сердцем отважные — с Родиной // Комсомольская правда : газета. — 1960. — № 68 (10700) (20 марта). — С. 1.
- Крючковский А. Солдатская дружба // Правда : газета. — 1960. — № 81 (15205) (21 марта). — С. 1.
- Saved at Sea Just in Time : U.S. Navy saves four Russians playing war :  [англ.] // Time : журнал. — 1960. — Vol. 48, № 11 (21 March). — P. 26—27.
- Родина ждёт героев // Известия. — 1960. — № 69 (13305) (22 марта). — С. 1.
- Федотов И. Настроение бодрое: скоро домой! // Правда : газета. — 1960. — № 82 (15206) (22 марта). — С. 1.
- Полянский А. Экипаж «Тридцать шестой» // Правда : газета. — 1960. — № 82 (15206) (22 марта). — С. 4.
- Родина ждет отважных // Советская Россия : газета. — 1960. — № 69 (1138) (22 марта). — С. 1.
- Никулин Л. Красота подвига // Правда : газета. — 1960. — № 83 (15207) (23 марта). — С. 4.
- Асеев Н. Сегодняшняя баллада о четырёх советских солдатах : стихи // Правда : газета. — 1960. — № 83 (15207) (23 марта). — С. 4.
- Слово к четырём // Комсомольская правда. — 1960. — № 70 (10702) (23 марта).
- На Родину! // Известия. — 1960. — № 71 (13307) (24 марта). — С. 4.
- Мир рукоплещет четверке отважных // Советская Россия : газета. — 1960. — № 70 (1139) (23 марта). — С. 2.
- Лузган С. Земляки гордятся // Советская Россия : газета. — 1960. — № 70 (1139) (23 марта). — С. 4.
- Стрельников Б. Курс на Родину! // Правда : газета. — 1960. — № 84 (15208) (24 марта). — С. 4.
- Четверо отважных : Подробности героического дрейфа : [арх. 21 мая 2023] // Ленинское знамя : газета. — 1960. — № 36 (3888) (25 марта). — С. 1.
- Гольцев В., Карев Н., Строганов О., Тараданкин К. Сильнее океана : Документальная повесть // Известия. — 1960. — № 74 (13310) (27 марта). — С. 4. ; 1960. — № 75 (13311) (29 марта). — С. 4 ; 1960. — № 77 (13313) (31 марта). — С. 3 ; 1960. — № 78 (13314) (1 апреля). — С. 4 ; 1960. — № 80 (13316) (3 апреля). — С. 6 ; 1960. — № 84 (13320) (8 апреля). — С. 6 ; 1960. — № 87 (13323) (12 апреля). — С. 4
- Фоняков И. Мужество : стихи // Правда : газета. — 1960. — № 86 (15210) (26 марта). — С. 6.
- Москва ждёт отважных : «Куин Мэри» подходит к берегам Франции // Вечерняя Москва : газета. — 1960. — № 73 (11052) (28 марта). — С. 1.
- Стрельников Б. По дороге домой // Правда : газета. — 1960. — № 89 (15213) (29 марта). — С. 4.
- Москва встретила отважных героев : Митинг во Внукове // Вечерняя Москва : газета. — 1960. — № 74 (11053) (29 марта). — С. 1.
- Антонов П. Советский характер // Вечерняя Москва : газета. — 1960. — № 74 (11053) (29 марта). — С. 1.
- Покорители Тихого Океана в Нью-Йорке : [арх. 22 сентября 2022] // Ленинский шахтёр : газета. — 1960. — № 59 (7211) (29 марта). — С. 1.
- Мы рады обнять вас, родные! : полоса // Известия. — 1960. — № 75 (13311) (29 марта). — С. 4.
- Апресян Е. Непобеждённые : стихи // Известия. — 1960. — № 75 (13311) (29 марта). — С. 4.
- Победившие океан // Огонёк : журнал. — 1960. — № 12 (март). — С. 3.
- SOVIET SAILORS IN PARIS : Four Rescued by Americans Flying to Moscow Today :  [англ.] : ст. // The New York Times : ежедн. газ. — New York : The New York Times Company, 1960. — 29 March. — P. 13. — ISSN 0362-4331.
- Moscow Lionizes 4 Rescued by U.S. Ship : Seamen Are Hailed on Return as New Communist Men :  [англ.] : ст. // The New York Times : ежедн. газ. — New York : The New York Times Company, 1960. — 29 March. — P. 9. — ISSN 0362-4331.
- Митинг на Внуковском аэродроме // Правда : газета. — 1960. — № 90 (15214) (30 марта). — С. 4.
- Сербин А., Шевцов В. Утро героев Тихого океана // Вечерняя Москва : газета. — 1960. — № 75 (11054) (30 марта). — С. 1.
- Обыкновенные, советские! // Огонёк : журнал. — 1960. — № 13 (март). — С. 6—8.
- Рендель К. Москва встречает героев Тихого океана : [арх. 26 апреля 2023] // Советский Сахалин : газета. — 1960. — № 76 (10280) (30 марта). — С. 1. — 4 с.
- Хелемский Я. А. Обыкновенные, советские! : стихи // Огонёк : журнал. — 1960. — № 13 (март). — С. 7.
- Стрельников Б. Испытание на прочность // Правда : газета. — 1960. — № 90 (15214) (30 марта). — С. 4.
- Поляков В., Строганов О. Здравствуйте, победители океана! : Вчера Москва сердечно встретила славных сынов Отчизны. Торжественный митинг на Внуковском аэродроме // Известия. — 1960. — № 76 (13312) (30 марта). — С. 3.
- Железнов П. С приездом, парни! : стихи // Известия. — 1960. — № 76 (13312) (30 марта). — С. 3.
- Добро пожаловать на родную землю // Огонёк : журнал. — 1960. — № 14 (апрель). — С. 8.
- Четвёрка отважных в Москве // Правда : газета. — 1960. — № 91 (15215) (31 марта). — С. 4.
- Строганов О. Маршал благодарит : Приём у министра обороны СССР // Известия. — 1960. — № 77 (13313) (31 марта). — С. 3.
- Бойцы вспоминают минувшие дни… // Комсомольская правда. — 1960. — № 77 (10709) (31 марта). — С. 4.
- Вишневецкий К.   // Смена : журнал. — 1960. — № 7 (789) (апрель). — С. 1.
- Сербин А. Родина награждает своих сынов : Четвёрке отважных воинов вручены ордена // Вечерняя Москва : газета. — 1960. — № 78 (11057) (28 марта). — С. 1.
- Строганов О. Звёзды доблести на груди отважных // Известия. — 1960. — № 80 (13316) (3 апреля). — С. 4.
- Это ничего, что мы, солдаты, далеко ушли от дома… // Комсомольская правда. — 1960. — № 80 (10712) (3 апреля).
- Стрельников Б. Славные советские парни // Огонёк : журнал. — 1960. — № 15 (апрель). — С. 30—31.
- Земляки приветствуют героев // Правда : газета. — 1960. — № 96 (15220) (5 апреля). — С. 4.
- Богатыри вернулись домой // Смена : журнал. — 1960. — № 8 (790) (апрель). — С. 22—23.
- Смирнов С. С. (ведущий) (1960). Сильнее океана (телепередача). Архивировано 3 января 2022.
- Сильнее океана // Юный техник : журнал. — 1960. — № 5. — С. 3.
- Четверке отважных присвоены новые воинские звания // Вечерняя Москва : газета. — 1960. — № 128 (11107) (1 июня). — С. 1.
- Необыкновенное кругосветное путешествие наших дней : [арх. 20 октября 2019] // Вокруг света : журнал. — 1960. — № 7. — С. 1—17.
- Жаров А. Легенде новой подвиг их сродни : стихи // Советский моряк : журнал. — 1960. — № 6. — С. 14.
- Толстиков Е. Обыкновенные, советские! // Советский моряк : журнал. — 1960. — № 6. — С. 15.
- Четвёрка отважных снова на самоходной барже // Известия. — 1960. — № 140 (13376) (13 июня). — С. 1.
- Полянский А. Снова в строю // Огонёк : журнал. — 1960. — № 26 (июнь). — С. 30.
- Пархитько В. Победители океана. — М. : Детгиз, 1960. — 64 с. — 90 000 экз.
- Гольцев В., Карев Н., Строганов О., Тараданкин К. Сильнее океана : документальная повесть. — М. : Известия, 1960. — № 5. — (Библиотека «Известий» ; № 5). — 50 000 экз.
- Анатолий Полянский. Рождение подвига // Литературный Сахалин : литературно-художественный сборник. — Южно-Сахалинск : Сахалинское книжное издательство, 1960. — С. 8—14. — 152 с. — 5000 экз.
- Яковлев Ю. Четверо героев // Круглый год 1961 : Книга для чтения / Отв. ред. Д. И. Дорукша. — М. : Детгиз, 1960. — С. 218—219. — 100 000 экз.
- Куденко О., Янчевский В. Океан покоряется людям // 49 дней : сборник / ред. Родионов М. — М. : Молодая гвардия, 1960. — С. 7—91. — 252 с.
- Зиганшин А. Р. 49 дней в океане. — Куйбышев : Куйбышевское книжное издательство, 1960. — 40 с. : ил., портр.
- Public papers of the Presidents of the United States. Dwight D. Eisenhower 1960-61 :  [англ.] : [арх. 20 июня 2020]. — Federal Register Division, National Archives and Records Service, General Services Administration. — P. 310—311. — 1236 p.
- Подвиг в океане [Текст] : документы, очерки, корреспонденции, письма и телеграммы о беспримерном мужестве четырёх советских воинов. — М. : Правда, 1960. — 159 с. — УДК A19 6/212(G).
- Бубрик С. (режиссёр), Комаров В., Лебедев О. (операторы) (1960). Четверо отважных (документальный фильм). Архивировано 7 сентября 2021.
- Кристи А., Репников С. (режиссёры), Аккуратов Е., Арцеулов О., Бганцев И., Копалин Б., Максимов Л., Михайлов Л., Михеев И., Цитрон Б., Шлыков Н. (операторы) (1960). Рассказ о четырёх солдатах (документальный фильм). Архивировано 22 июня 2020.
- Они сильнее океана / подг. к печати полк. Аристов В. И., Бубнов Н. А. — М. : Воениздат, 1960. — 80 с. : ил.
- Федотов И. Е. 49 дней в океане / литературная запись И. В. Фролова. — М. : Знание, 1961. — 64 с. — (Прочти, товарищ!).
- Герои наших дней : Книга о нашем современнике, советском человеке — строителе коммунизма. — М. : Правда, 1961. — С. 92—93. — 619 с., 48 л. ил. — 100 000 экз. — УДК 947.084.82(093)(G).
- Лучининов С. Юным умельцам // Костёр : ежемесячный журнал. — Л., 1961. — № 7. — С. 64. — 240 000 экз.
- Матвеева Н. Н. Пальцы : стихи // Лирика : Первая книга стихов. — М. : Молодая гвардия, 1961. — С. 5. — 64 с. — 5000 экз.
- Бакланов Г. Я. 49 дней : киносценарий. — М. : Искусство, 1963. — 88 с. — (Библиотека кинодраматургии).
- Мельников Н. Испытание // Поколение бесстрашных [Текст] : Очерки / Сост. И. А. Чухрай. — М. : Воениздат, 1964. — С. 76—93. — 319 с. : ил.
- Я и время : [Материалы дискуссионного клуба газ. «Комсомольская правда»] / Составитель И. М. Шатуновский. — М. : Молодая гвардия, 1963. — С. 130—131. — 350 с. : ил.
- Стрельников Б. Г. Как вы там, в Америке? / Рис. В. Горяева. — М. : Молодая гвардия, 1965. — С. 81—84. — 287 с. : ил. — 50 000 экз.
- Борщаговский А. М. «Безумству храбрых …» : Заметки писателя. — М. : Политиздат, 1965. — С. 78—100. — 207 с. : ил.
- Стрельников Б. Г. Настоящие парни // Тысяча миль в поисках души : [арх. 28 апреля 2023] / отв. ред. Б. М. Орехов. — М. : Правда, 1979. — С. 135—148. — 400 с.
- Yevgeni Bugayenko, Stanislav Kalinichev, Alexander Turundayevsky. The Magnificent Four: Two Decades After :  [англ.] // Soviet Life : журнал. — 1981. — № 293 (February). — P. 48—54.
- Мясников В. Н. Четверо отважных // Звезды не гаснут : Повести. — М. : Воениздат, 1985. — С. 234—280. — 301 с. — ББК 84.Р7.
- Леонид Репин. Четверо отважных съели сапоги // Комсомольская правда. — 1992. — № 28 ноября. — С. 1,3.
- Олег Шкловский (ведущий) (20 декабря 1997). Как это было (телепередача). Телекомпания «ВИD». Архивировано 9 января 2022. Архивная копия от 21 декабря 2021 на Wayback Machine
- Григорий Гурвич (1997). Старая квартира. 1960 (телепередача). ATV Plus.
- Бабаков С. «Героем я себя никогда не считал» : [арх. 25 июня 2020] // Зеркало недели. — Киев, 1999. — № 11 (19—26 марта).
- Соколов-Митрич Д. Русский Forrest Gump : [арх. 15 ноября 2016] // Огонёк : журнал. — 2002. — № 16 (21 апреля). — С. 12.[неавторитетный источник (обс.)]
- Горшкова О. «Последние герои» должны есть кирзовые сапоги! : [арх. 22 февраля 2013] // Смена : еженед. газ. — 2004. — 19 января.
- Михайлов М. Русский характер: Океан Четверых // Флаг Родины : газета. — 2005. — № 12 (25108) (25 января).
- Троицкая Л. Четверо смелых : Один из легендарной четверки, унесенной на барже в Тихий океан, Анатолий КРЮЧКОВСКИЙ: «Когда закончилась картошка, старшина Зиганшин предложил сварить ремешки от часов. Потом в пищу пошли сапоги» : [арх. 9 июня 2015] // Бульвар Гордона : журнал. — 2005. — № 9 (488) (март).
- Роман Газенко (2005). Их могли не спасти. Узники Курильского квадрата (документальный фильм). ЗАО «Гала Концерт» по заказу ФГУП ГТК «Телеканал „Россия“». Архивировано 1 июля 2017.
- Осипчук И. «срезанные с солдатских сапог кусочки кожи мы ели, намазывая солидолом: так их легче было проглотить». Факты.UA (21 марта 2007). Архивировано 27 сентября 2024 года.
- Руководитель аппарата областной администрации встретился с бывшими военнослужащими из «четверки отважных». Управление информации администрации Сахалинской области (28 августа 2007). Архивировано 25 сентября 2020 года.
- Степанец Л. Мужество, удивившее мир : Нашу область посетили легендарные герои Тихого океана : [арх. 26 апреля 2023] // Советский Сахалин : газета. — 2007. — 31 августа. — С. 1, 4. — 8 с.
- Латыпов Д. Знают, плавали… : [арх. 25 сентября 2020] // Труд : газета. — 2007. — 29 августа.
- Рябинина О. Асхат Зиганшин: «Кожаные сапоги мне дарят до сих пор» : [арх. 6 июня 2012] // Смена : еженед. газ. — 2006. — 14 июня.
- Гапонов С., Семёнова О. (28 августа 2007). На Дальний Восток вернулись пограничники из легендарной «четверки отважных» (новостной сюжет). Первый канал. Архивировано 16 мая 2025.
- Коцубинская С. Сорок девять дней подвига. SKR.SU (6 сентября 2007). Архивировано 3 мая 2020 года.
- Сухорукова Е. На затерянной в океане барже солдаты ели сапоги и гармонь. Сегодня.юа (30 мая 2008). Архивировано 20 января 2020 года.
- Смирнова И. Их унесло течением смерти : [арх. 13 января 2010] // Труд : газета. — 2008. — № 233 (11 декабря).
- Рябинина О. Асхат Зиганшин: «Только не надо мне больше дарить сапоги!» : [арх. 15 ноября 2020] // Смена : еженед. газ. — 2010. — 11 января.
- Черных Н. 49 дней, которые потрясли мир : Не сломленные голодом советские моряки стали живой легендой : [арх. 4 июня 2018] // Московский комсомолец : газета. — 2010. — № 25255 (18 января).
- Черных Н. 49 дней, которые потрясли мир // Татарский мир : журнал. — 2010. — № 4 (6315). — С. 9.
- Крикливый А. Схватка с океаном и «медные трубы» Ивана Федотова : [арх. 12 июня 2020] // Тихоокеанская звезда : газета. — Хабаровск, 2010. — 27 января.
- Шафиков Я. 49 дней и вся жизнь : [арх. 31 марта 2018] // Республика Татарстан : еженедельная газета. — 2010. — № 15—16 (26652-26653) (28 января). — С. 9.
- Скрипник В. Мужество : Исполняется 70 лет одному из четырёх участников героического дрейфа в Тихом океане — виннитчанину Анатолию Крючковскому : [арх. 22 апреля 2021] // Голос України. — 2009. — № 13 (4513) (27 января). — С. 8.
- Шуневич В. «После того как мы вчетвером съели последнюю картофелину, Асхат Зиганшин сварил кожаный ремешок от часов и сказал: „Ребята, у нас великолепный завтрак!..“». Факты.UA (5 марта 2010). Архивировано 25 февраля 2014 года.
- Коневич А. (7 марта 2010). Как выжить 49 дней в открытом море, рассказывают участники легендарного дрейфа (новостной сюжет). Первый канал.
- Козак И. Золотые ключи от Сан-Франциско : [арх. 13 июня 2020] // Голос України : газета. — 2010. — № 56 (4806). — С. 16.
- Савчук И. Н. «Сорок девять дней» В. С. Высоцкого и публицистика 1960-го г. («Четвёрка отважных» в открытом океане) : [арх. 24 октября 2020] // Вестник ВГУ. Серия: Филология. Журналистика : журнал. — 2010. — № 1. — С. 188—194.
- Скобелев А. В. «Много неясного в странной стране…» III : Материалы к комментированию избранных произведений В. С. Высоцкого : [арх. 7 мая 2020]. — Воронеж : Эхо, 2012. — 310 с. — ББК ББК 83.3 (2Рос-Рус) 6 С44. — УДК 2УДК 821.161.1Высоцкий.06(G).
- Кузьмина Н. «Как на Тихом океане тонет баржа с чуваками…» Федеральный информационный портал «SakhaNews» (16 января 2011). Архивировано из оригинала 4 июня 2020 года.
- Шакиров Р. Командир трёх «солдат человечества» : [арх. 28 мая 2020] // Самарские татары : журнал. — 2014. — № 3 (8).
- Сидорчик А. Одиночное плавание. Как солдаты из советского стройбата потрясли мир : [арх. 7 марта 2020] // Аргументы и факты : еженед. газ. — 2014. — 23 октября.
- Сорочан А. «Одиссея» экипажа самоходки Т-36 : [арх. 4 июня 2020] // Южная правда. — 2015. — № 30 (23356) (17 марта).
- Нордвик В. Зиганшин-буги, Зиганшин-рок, Зиганшин съел второй сапог! // Родина : журнал. — 2015. — № 4 (115). — С. 42—50. — ISSN 0235-7089. Архивировано 13 апреля 2020 года.[неавторитетный источник (обс.)]
  - Перепечатка: Ванденко А., Нордвик В. "Зиганшин-буги, Зиганшин-рок, Зиганшин съел второй сапог!". Журнал «Родина» (15 октября 2024). Дата обращения: 19 января 2025.
- Нордвик В. «Зиганшин съел второй сапог» : Четыре советских солдата в 1960 году провели в Тихом океане 49 суток без еды и воды : [арх. 30 мая 2020] // Российская газета - Неделя : газета. — 2015. — № 75 (6646).
- Шафиков Я. Пешком в историю : «Зиганшин-буги! Зиганшин-рок!» : [арх. 7 мая 2020] // Казанский альманах : журнал. — 2016. — № 1 (17). — С. 203—215.
- Никитина О. Одиссея команды Зиганшина (4 июля 2017). Архивировано 15 ноября 2020 года.
- Щедрин И. «Все мы — парни обыкновенные» : [арх. 30 мая 2020] // Элита Татарстана : журнал. — 2017. — № 9. — С. 83—87.
- Князев С. «Робинзоны» из СССР: как советские солдаты на неуправляемом судне провели 49 дней в открытом океане. RT (7 марта 2020). Дата обращения: 3 июня 2020. Архивировано 3 июня 2020 года.
- Шмелева Е. Наука голодать. Как советским солдатам удалось выдержать 50 дней без еды в открытом море. Наука ТВ (7 марта 2020). Дата обращения: 22 марта 2020. Архивировано 22 марта 2020 года.
- Кириченко Г. Анатолий Крючковский: Мы делились последней крупинкой : «Родина» встретилась в Киеве с героем, совершившим 60 лет назад с тремя товарищами 49-суточный дрейф в океане : [арх. 7 марта 2020] // Родина : журнал. — 2020. — № 3. — С. 75—77. — ISSN 0235-7089.
- Скрипник В. После каждой операции повторяет слова Лени Быкова: «Будем жить!» : Врачи спасли Анатолия Крючковского — мужчину, имя которого в свое время облетело весь мир. : [арх. 23 апреля 2023] // Голос України : газета. — 2020. — № 214 (7471) (19 ноября). — С. 16.
- Спирина С., Безменов Р. (16 марта 2020). Унесенные ветром, или Одиссея Асхата Зиганшина (Программа «Неделя в столетии»). ТНВ Татарстан. Архивировано 21 марта 2022.
- Маршал А. (18 января 2021). Асхат Зиганшин и как экипажу баржи Т-36 удалось выжить после дрейфа в Тихом океане (Программа «Легенды армии»). Телеканал «Звезда». Архивировано 2 февраля 2021.
- В гостях у Альфии Зиганшиной с Анастасией Алескеровой на YouTube. Газета «Вести Стрельны» № 25 от 17 ноября 2018.